# Microgobius erectus
Microgobius erectus és una espècie de peix de la família dels gòbids i de l'ordre dels perciformes.

## Morfologia
Els mascles poden assolir els 6 cm de longitud total.

## Distribució geogràfica
Es troba des del Golf de Califòrnia fins a Panamà.